# 國王學院醫院
國王學院醫院（英語：King's College Hospital）是一所位於英國倫敦薩瑟克區坎伯韋爾的公立醫院，亦是倫敦國王學院醫學院三所教學醫院之一（另外兩所分別為蓋伊醫院和聖托馬斯醫院）。醫院主要服務薩瑟克區內的70萬人，同時為倫敦南部數百萬人的醫療轉診中心。國王學院醫院是國王醫療合作聯盟的成員，並屬國王學院醫院國民保健信託基金會。

## 歷史
1840年成立

### 早期

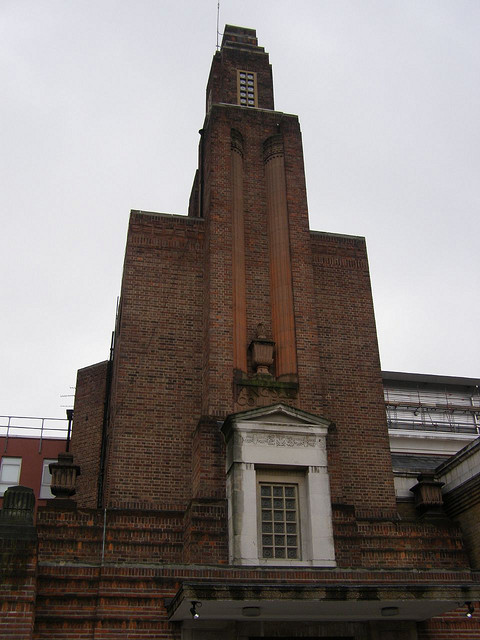
國王學院醫院格思里診所

國王學院醫院於1840年在倫敦丹麥聖克萊蒙教堂堂區成立，成立時位於霍本林肯律師公會廣場附近的一所棄用的濟貧院。國王學院醫院初期為倫敦國王學院醫學院學生的訓練設施，醫院內職員為學院的教授及醫生。當時醫院的所在地是人口密度高且疾病流行的貧民區。醫院在啟用兩年內已接收近1290位病人，惟病床床位僅有120個，因而病人普遍需要共用床位。國王學院醫院由曾興建皇家阿爾伯特音樂廳的倫敦建築企業盧卡斯兄弟所建造。
消毒手術先驅約瑟夫·李斯特曾在國王學院醫院工作，並於1877年在院內進行首個在消毒環境下的大型擇期手術。

### 現代

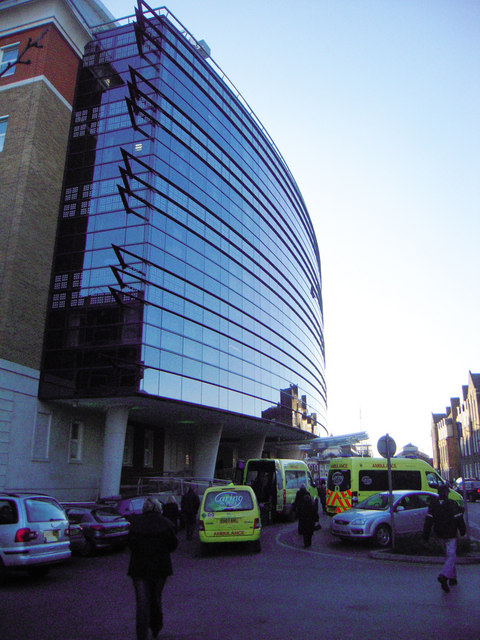
於2003年啟用的金禧翼

英國於1948年建立國民保健署後，國王學院醫院取得教學醫院的地位，並脫離倫敦國王學院。國王學院醫院醫學院在1983年重新成為國王學院的一部份，且成為國王學院醫學及牙科學院。韋斯頓教育中心於1997年在院區內建成，中心設有圖書館、會議室、座談會場及專業培訓設備。國王學院醫院在1998年與蓋伊及聖托馬斯醫院聯合醫學及牙科學院（United Medical and Dental Schools of Guy's and St Thomas' Hospitals）合併，成為蓋伊、國王和聖托馬斯醫學院（Guy's, Kings & Thomas' Schools of Medicine）。2003年，金禧翼興建完成及啟用。

## 出生名人
- 卡蜜拉王后：現任英國王后，英王查爾斯三世第二任妻子。

## 著名校友及職員
- 詹姆士·W·布拉克 - 1988年諾貝爾醫學獎得獎者，發明藥物心得安（Propranolol）及合成西咪替丁（Cimetidine）
- 大衛·費里爾 - 實驗神經科學先驅
- 約瑟夫·李斯特 - 消毒手術先驅

## 外部連結
- 倫敦國王學院（页面存档备份，存于）